# مجلس شيوخ ماريلند
مجلس شيوخ ماريلند (بالإنجليزية: Maryland Senate)‏ هو مجلس شيوخ ولاية ماريلند الأمريكية، ويتكون من 47 مقعداً، وهو المجلس الأعلى في الجمعية العامة لولاية ميريلاند.

## طالع أيضًا
- الجمعية العامة لولاية ميريلاند